# Ramon Tribulietx
Ramon Tribulietx Santolaya (Barcellona, 20 settembre 1972) è un allenatore di calcio ed ex calciatore spagnolo, di ruolo centrocampista, tecnico dello United City.

## Palmarès

### Allenatore

#### Competizioni internazionali
- OFC Champions League: 7  (record)

Auckland City: 2010-2011, 2011-2012, 2012-2013, 2013-2014, 2014-2015, 2016, 2017

#### Competizioni nazionali
- Campionato neozelandese: 3

Auckland City: 2013-2014, 2014-2015, 2017-2018